# Будогосский, Константин Фаддеевич
Константин Фаддеевич Будогосский (Будоговский) (1822—1875) — генерал-майор, картограф и военный статистик.

## Биография
Родился в 1822 году. Выпущенный 8 августа 1842 года из бывшего Дворянского полка прапорщиком в 5-ю артиллерийскую бригаду, Будогосский в 1844 году поступил в Военную академию. По окончании академического курса в 1846 году он был перемещён на службу в Генеральный штаб.

## Служба
Являясь прекрасным съёмщиком для топографических и военно-статистических работ, он выступил и на боевом поприще во время Крымской кампании: будучи квартирмейстером 7-й пехотной дивизии, он участвовал в сражении на Чёрной речке и находился на южной стороне Севастополя в последние дни его осады. За боевые отличия в 1855 году был награждён орденами Святой Анны 3-й степени с мечами и бантом и Святого Станислава 2-й степени с мечами.
В 1857 году, в чине подполковника, Будогосский был назначен на должность обер-квартирмейстера штаба войск Восточной Сибири. В 1858 году он принимал участие в трудах по разграничению Уссурийского края с Китаем.
В 1859 году Константин Фаддеевич был назначен начальником экспедиции по съёмке демаркационной линии и побережья Японского моря для составления подробной карты. В состав экспедиции также вошли: поручик корпуса топографов А. Ф. Усольцев; офицер Генерального штаба штабс-капитан, астроном П. А. Гамов; топограф капитан А. И. Елец; хорунжий Даржитаров; хорунжий Васильев; художник академик Е. E. Мейер; переводчик Я. П. Шишмарёв; 12 топографов и нижних чинов (три отделения съемщиков). 15 января 1859 года экспедиция отправилась из Иркутска, далее по рекам Амур, Уссури, Сунгача и достигла озера Ханка, на северо-западном берегу которого, в устье реки Тур 5 мая 1859 года Константин Фаддеевич основал пост Турий Рог. Далее пройдя по реке Суйфун (ныне Раздольная), 15 июня экспедиция достигла бухты Западная и соединилась там с морской экспедицией во главе с генерал-губернатором Восточной Сибири графом Н. Н. Муравьёвым-Амурским. В честь этой встречи бухта была переименована в Бухту Экспедиции. 25 июня К. Ф. Будогосский на пароходо-корвете «Америка» отправился в Пекин с новой картой и вновь выработанными сведениями для переговоров с властями Цинской империи о пограничной линии определённой Айгунским договором. В 1859 году он вернулся в Иркутск через Монголию.
В 1860 году он сделал важное в научном отношении исследование долины реки Китой, начиная от верховья её вплоть до селения Китойского. Для этого он отправился из Ниловой пустыни на северо-запад и, перейдя хребет в вершинах Верхнего Хонголдоя, подошел к Нижнему Хонголдою, достиг верхнего Китоя, по течению которого стал спускаться, но, по причине позднего времени и прибыли воды, не пошел дальше Сахангера; через долину Оспы он вышел к верховьям реки Даялона, и уже по Даялону достиг реки Белая. По ней спустился к реке Абакан. Как и в других своих экспедициях, Будогосский и в этом случае снял маршрутную карту пройденного пути и вёл путевой журнал.
В 1861 году Будогосский был назначен участвовать в комиссии для разграничения Амурского края с Китаем. За составление прекрасной карты Амурского края Будогосский был награждён орденом Святого Владимира 4-й степени и императорской короной и мечами к полученному им в 1858 году ордену Святой Анны 2-й степени, также ему назначена пожизненная пенсия.
По возвращении из Сибири, Будогосский был назначен обер-квартирмейстером Одесского военного округа, в 1864 году принял в командование 55-й пехотный Подольский полк, в 1865 году награждён орденом Святого Владимира 3-й степени, а 4 октября 1867 года был произведён в генерал-майоры (по данным Глиноецкого в генерал-майоры произведён в 1870 году). В 1868 году был назначен помощником начальника 14-й пехотной дивизии, в 1873 году — командиром 1-й бригады 12-й пехотной дивизии. В 1870 году получил орден Святого Станислава 1-й степени с мечами.
Умер 6 февраля 1875 года.
Как человек, Будогосский отличался открытым и добродушным характером и пользовался общим расположением. Будогосский опубликовал несколько материалов в «Записках Императорского Русского географического общества». Ему, между прочим, принадлежат замечания на статью М. И. Венюкова «Общий обзор постепенного расширения русских пределов в Азии и способов обороны их».
Вместе с тем М. И. Венюков, будучи сослуживцем Будогосского, оставил о нем воспоминания следующего характера: «... Мои опасения были не напрасны, это доказал пример 1859 года с моим товарищем, Ельцом. Его Будогосский так обставил, что он едва не умер с голоду около Владимирской гавани, был спасен от голодной смерти случайно зашедшим в бухту английским судном, а от всех прочих страданий был, наконец, избавлен случайно же транспортом «Байкал», отвезшим его в Николаевск. Еще на пути в Уссурийский край, зимою 1859 года, Будогосский требовал от того же Ельца, чтобы он не ехал в санях, а шел пешком, и когда тот отказался, то публично кричал на него: "Выходите же! Вам, армейской крысе, ведь должно быть привычно месить снег пехтурою…" И Елец писал мне потом: «Что было делать с таким негодяем? Дать ему по роже? Да ведь о такую рожу и рук марать не хотелось: он бы, вероятно, потребовал денежного вознаграждения…»